# Daniel Raus
Daniel Raus (* 31. ledna 1957 Vysoké Mýto) je český novinář, publicista a rozhlasový redaktor. Je autorem několika knížek poezie a rozhovorů. Přebásnil také pět poetických biblických knih (Píseň písní, Jób, Kazatel, Žalmy, Přísloví), jež byly publikovány v knižní podobě a jako audionahrávky – Biblická poezie (audioknihy). Jeho písně vyšly na albech Útočiště a Místo pod sluncem.

## Život
Narodil se roku 1957 ve Vysokém Mýtě. Krátce pracoval s neslyšícími dětmi, poté vystudoval obor automatizace na Slovenské vysoké škole technické v Bratislavě. Po roce 1989 byl na Slovensku jedním ze zakladatelů studentské organizace D3. Od roku 1993 byl v médiích.[ujasnit]

## Kariéra
Začátkem devadesátých let byl ve skupině, jež zakládala časopis Slovensko dnes. Projekt nebyl úspěšný a po několika číslech z finančních důvodů skončil. Daniel Raus pak přešel do českého vysílání stanice Svobodná Evropa jako bratislavský korespondent. Pro týdeník Domino efekt psal profilové rozhovory se zajímavými osobnostmi. Od roku 1995 pracoval v pražské redakci slovenského vysílání, kde se věnoval zahraniční politice. V letech 2004–2015 pracoval v Českém rozhlase, nejprve v zahraniční redakci Českého rozhlasu 6, poté jako vedoucí Redakce náboženského vysílání. Později se stal šéfredaktorem Českého rozhlasu 6 a od roku 2013 šéfredaktorem nově vzniklé stanice Český rozhlas Plus. Od roku 2015 pracuje pro neziskovou organizaci energeia o.p.s. V krátké roli taxikáře se objevil ve filmu Absence blízkosti. Jeho hlas zazněl v komentáři k dokumentu Davida Smoljaka Cimrman dobývá Ameriku.

## Dílo
Vydal několik knih rozhovorů a poezie:
- Politika a ideál (1992)
- Rozhovory s Mariánem Labudou (1995)
- Větrné mlýny (1991, samizdat 1983)
- Těžký rok (1996)
- Píseň (2000, samizdat 1989)
- přebásnění Písně Šalamounovy (2006)
- Žalmy – David a jeho blues (2015)
- Jób – Člověk soudí Boha (2016)
- Přísloví – Moudrost a její hostina (2016)
- Kazatel – Šalamounův grál (2016)
- Píseň písní – Tisíc barev lásky (2017)
- CD: Místo pod sluncem (1995)
- CD a LP: Útočiště (1992)